# نمش‌هتش
نِمِش‌هتش (به مجاری:  Nemeshetés) یک منطقهٔ مسکونی در مجارستان است که در زالا واقع شده‌است. نمش‌هتش ۶٫۷۶ کیلومتر مربع مساحت و ۳۲۰ نفر جمعیت دارد.